# 海因茨·林格

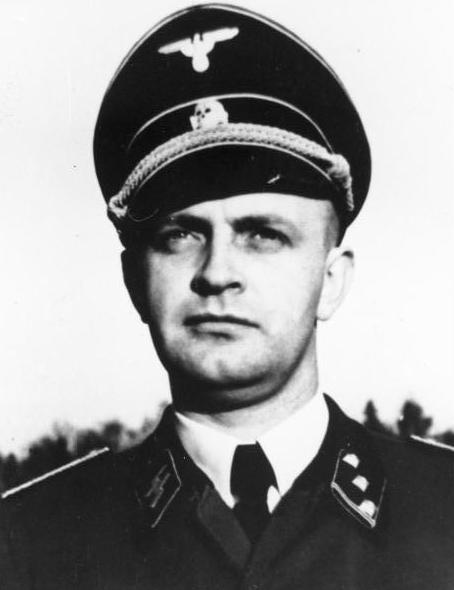
海因茨·林格

海因茨·林格（德語：Heinz Linge；1913年3月23日—1980年3月9日）是一位纳粹德国党卫队军官，曾是納粹德國元首阿道夫·希特勒的近侍。
希特勒自杀前夕，林格就身在元首地堡。希特勒當時向林格透露了自杀计划。他要求林格在他自殺後将他和爱娃·勃劳恩的尸体裹在毯子里，抬到花园并火化。
1945年4月30日，希特勒和秘书们一起吃了午饭。饭后，林格与爱娃·布劳恩短暂交谈。爱娃感谢了林格。接着，希特勒向自己的每一位仆从以及下属道别。之后，希特勒于下午3:15回到自己的书房。林格私下里问希特勒还有什么命令。希特勒说，自己会开枪自杀，林格知道必须要做什么。他告诉林格，“绝不能让我的尸体落入蘇聯人之手，他们会在莫斯科公开展示我的尸体，把我的尸体裹进蜡里”。接着，希特勒下达了突围命令；林格将奉命加入一个突围小组，尝试向西方突围。林格还问希特勒，接下来繼續作戰的目的是為了什麼，希特勒回答说，“为了后人”。林格最后行了礼，离开了。林格之後在听到突然一声枪响后走进希特勒的私人书房，看到希特勒和爱娃已经死了。希特勒用枪打穿了自己的右侧太阳穴。林格推断，爱娃可能是服氰化物自杀的。
希特勒和爱娃自杀后，他们的尸体被人抬上楼梯，从元首地堡的紧急出口抬出，进入总理府后花园，在那里被泼上汽油。第一次点火没点着，林格接着返回地堡，取来一大厚卷报纸。马丁·鲍曼点燃报纸，扔到尸体上。两具尸体起火燃烧后，包括鲍曼、林格、奧托·京舍、約瑟夫·戈培爾、埃里希·肯普卡在内的一小撮人站在地堡出口门口，举起右臂，行纳粹礼。
大约16:15时，林格命令親衛隊下級突擊隊領袖海因茨·克吕格尔（Heinz Krüger）和親衛隊上級小隊領袖维尔纳·施维德尔（Werner Schwiedel）将希特勒书房里的地毯卷起并焚烧。那两人将书房里带有血迹的地毯拿出来，抬上楼梯，拿到总理府花园里。接着，他们把地毯放在地上，将其烧掉。当天下午，苏军的炮火时断时续地轰击着总理府及其周边地区。党卫队卫兵又拿来更多汽油，以便更彻底地焚烧尸体，焚尸从16:00持续至18:30左右。林格还把希特勒的其他私人物品也烧毁了，另一名党卫队警卫负责监督下属将被焚烧后的尸体埋进弹坑
1945年5月1日午夜，林格随最后一批人离开元首地堡。他和埃里希·肯普卡一道逃亡；林格后来在湖街（See-Strasse）附近被俘。几天后，苏方查明了林格的身份，两名苏联军官把林格押上了开往莫斯科的火车；在莫斯科，林格被关进卢比扬卡大楼。
林格被苏方关押了10年，于1955年获释。在被囚禁期间，他和京舍都被关在单人牢房里。两人都曾被內務人民委員部酷刑逼供，苏方非常想了解更多希特勒死亡前后的经过。
1956年，林格又给西方国家提供了证词，西方阵营也对他进行了刑讯逼供。1980年，林格在西德汉堡去世。
林格的回忆录最早于1980年在德国出版，名为《直到毁灭》（Bis zum Untergang）；2009年7月，该书的英译本《伴随希特勒到最后》（With Hitler to the End）出版，《杀死希特勒》（Killing Hitler）的作者、史学家罗杰·穆尔豪斯为该版本作序。林格在回忆录中表示，自己“负责希特勒家务的方方面面”。林格在書中对希特勒还是“深情而亲切”，但他也表示身为元首的希特勒“令人捉摸不透，对人要求苛刻”。
2004年电影《希特拉的最後12夜》中，扮演林格的是托马斯·林平泽尔。东方阵营合拍的《解放》中，扮演林格的是东德演员奥托·布塞（Otto Busse）。